# Gaylussacia paranaensis
Gaylussacia paranaensis är en ljungväxtart som beskrevs av Romão och Kin.-gouv. Gaylussacia paranaensis ingår i släktet Gaylussacia och familjen ljungväxter. Inga underarter finns listade i Catalogue of Life.